# Ординське ярмо
Ординське ярмо, також монголо-татарське іго, ординське іго — система політичної та економічної залежності руських князівств від Монгольської імперії. Ярмо на Русь принесла Монгольська навала в 1237—1242 роках. Через опір русинів та значну територію тогочасної Русі ярмо встановлювали протягом двох десятиліть після навали. На значній території руських земель ярмо усунули в 60-х роках XIV століття спільною з Великим князівством Литовським боротьбою проти завойовників.
У російській історіографії під «монголо-татарським ігом» розуміють залежність від ординських держав земель Північно-Східної Русі (зокрема, Московського князівства), і його тривалість визначають з періоду походу Батия до «стояння на Угрі» (1240—1480 р.р.). Серед істориків виникли діаметрально протилежні оцінки «іга». Окремі дослідники (серед них історик та тюрколог Лев Гумільов) дивляться на ярмо як на союз Північно-Східної Русі з Ордою, інші (серед них історики Борис Рибаков, Петро Толочко) визначають ярмо як залежність Русі від Орди, яка зумовила відставання народів Русі від країн Західної Європи.

## Етимологія
Термін «іго», що означав владу Золотої Орди над Руссю, в руських літописах не зустрічається. Цей термін був введений польським хроністом Яном Длугошем («iugum barbarum», «iugum servitutis») в 1479 році, пізніше його застосував професор Краківського університету Матвій із Міхова в 1517. В 1575 термін «jugo Tartarico» був ужитий у записі посла Данііла Принца з Бухова про свою дипломатичну місію до Москви.
В 1660-х роках поняття «татарське іго» з'явилось і в московських джерелах — в одному з примірників Сказання про Мамаєве побоїще. Форму «монголо-татарське іго» першим вжив в 1817 році Християн Краузе, книга якого «Атлас і таблиці для огляду історії всіх європейських земель і держав від першого їх народонаселення до наших часів» в середині XIX століття була перекладена на російську і видана в Петербурзі.
Насправді татари, які довгий час жили вздовж річки Волга (Ітиль), були підкорені монголами і почали служити завойовникам так само, як надалі були завойовані руські та угро-фінські племена, які також були змушені до служби завойовникам.

## Передумови

### Початок зростання Монгольської імперії
Монгольську імперію створив Чингісхан об'єднавши монгольські племена у 1206 році. Її почало стрімко збільшувати завоювання сусідніх земель та підкорення народів, що жили на цих землях. Одними з перших завоювали землі татар, що жили поруч. Надалі завойовники збільшили свої володіння приєднанням держав Східної і Середньої Азії, Близького Сходу та Східної Європи.

### Методи та засоби розширення імперії
Швидке розширення Монгольської імперії обумовило, перш за все те, що монголи, підкоривши сусідні землі, всіляко намагалися поставити собі на службу племена, що населяли ці землі, встановлюючи прийнятні для завойованих племен політичні та економічні відносини з метрополією і жорстоко карали племена, які запекло опиралися завойовникам. Сила спротиву завойовникам залежала від культурного, соціального, економічного стану тощо.
Русь та Новгород значно перевершували завойовників економічно, тому мали більше можливостей опиратися завойовникам, через те постраждали від завойовників найбільше.

### Битва на Калці та підкорення Волзької Булгарії
На початку 1223 року монголи підійшли до земель союзних Русі половців. На захист половецьких земель стало об'єднане русько-половецьке військо. Недооцінка сили супротивника та переоцінка власних сил в битві на Калці призвели до важкої поразки русько-половецького війська. Київський князь, його князі та воєводи були підступно полонені монголами та вбиті.
При поверненні на схід наприкінці 1223 або на початку 1224 року монголи зазнали поразки в Волзькій Булгарії. В 1229 монголи повернулися в Булгарію і розбили прикордонний загін булгар на річці Урал. В 1232 вони підкорили південно-східну частину Башкирії і зайняла південну частину Волзької Булгарії.
В цей самий час суздальські війська та союзні їм меряни на чолі з царем Пурешем вели похід проти ерзян на чолі з князем Пургазом. Ерзяни на той час були головним військовим союзником булгар.
Восени 1236 року монголи здійснили новий похід на Булгарію і захопили важливі міста і укріплення. Частина жителів була вбита або продана в рабство, інша частина була змушена шукати прихисток у північно-західних землях, частина з них були прийняті у володимиро-суздальскому князівстві.
Того ж 1236 року монголи намагались захопити землі племені ерзя, але князь ерзян Пургаз відмовився підкоритися завойовникам.
Протягом декількох наступних років булгари намагались опиратись завойовникам, чинячи повстання, але вони кожного разу жорстоко придушувались.

### Підкорення Володимиро-Суждальського князівства

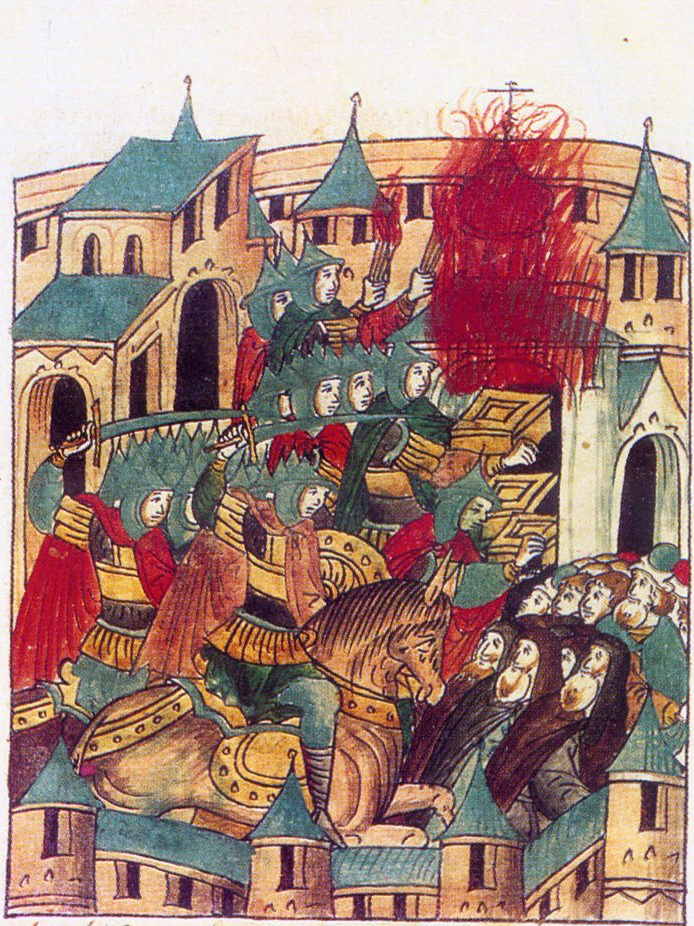
Плач у Суздалі

У 1238 році монголи рушили на мерянські землі Володимиро-Суздальського князівства. Завдяки послуху завойовникам (а можливо і як вдячність за сприяння підкоренню булгар) володимиро-суздальські князі зберегли свою владу та отримали від монголів визнання старшинства аж до князювання у Києві. Під золотоординським патронатом вони змогли розширити свої володіння за рахунок найближчих сусідів.

### Результати завоювань Залісся
Незважаючи на перемогу над русами в битві при Калці, монголи не наважились на вторгнення в Русь; натомість вони здійснили декілька походів на північ, де завоювали та підкорили ворожих до них волзьких булгар та отримали надійного союзника — Володимиро-Суздальське князівство.

## Іго на Русі

### Підкорення Русі
Наприкінці XI-го століття почалась зміна форми правління у Давньоруській державі від одноосібної монархії в монархію федеративну. Ці процеси були викликані становлення феодальних відносин у державі. Велика територія держави, етнічна неоднорідність населення та зростання великих феодальних землеволодінь призвели до політичної роздробленості та виникнення внутрішніх конфліктів. Цим конфліктам також сприяли економічні проблеми, викликані набігами половців та печенігів на південні кордони держави, через які велась торгівля з Візантією.
В 1237 році, через 14 років після битви на Калці, розпочалась нова навала монголів на Русь під проводом онука Чингісхана — Батия. В 1240 році Київ, після багатотижневої оборони в облозі, був захоплений завойовниками. Після падіння Києва завойовники вдерлись у галицькі та волинські землі, а в 1241 — в Польщу, Угорщину, Чехію, Словаччину, Трансильванію. В 1242 році завойовники припинили своє просування в західному напрямку і повернулися на схід, у пониззя Волги, де заснували нову державу в складі Монгольської імперії — Золоту Орду.

### Ознаки політичної та економічної залежності Русі

Володіння Золотої Орди на території Русі (1360)

Після падіння Києва та інших руських міст над завойованими були поставлені баскаки — ординські урядовці і намісники хана. Баскаки проводили облік населення та збирали данину, чинили суд і розправу. Для здійснення своєї діяльності вони наділялися військовими загонами.
В землях на заході Русі боротьбу проти Золотої Орди на початку 1240-х років очолив король Русі Данило I Галицький. Проте невдовзі він був змушений визнати владу ординських ханів.

### Боротьба проти завойовників
В XIV столітті внаслідок розвитку феодальних відносин, міжусобної боротьби монголо-татарських феодалів за ханську владу, посилення визвольної боротьби підкорених і залежних народів військово-політична могутність Золотої Орди почала поступово занепадати. Хан Золотої Орди Берке (правив у 1257—1266 роках) підтримав у 1265 році болгар проти Візантії і вступив у союз з мамелюками проти держави Іль-ханів. За правління Менгу-Тімура в 1266—1282 роках держава відокремилась від Монгольської імперії, було започатковано карбування власної монети. У другій половині XIV століття почався розпад Золотої Орди.

### Вихід із залежності
Скориставшись з феодальної роздробленості руських земель та з ослаблення Золотої Орди, Велике князівство Литовське з 1363 року приєднало Чернігово-Сіверщину, Поділля, Київщину, Східну Волинь, які до того перебували під монголо-татарським ігом. Великий князь Литовський Гедимін першим став титулуватись «королем литовців і руських», а також називав себе «збирачем земель руських». Ключовими в боротьбі литовсько-руських сил проти Золотої Орди стали битва на річці Ірпінь та битва на Синіх Водах, в результаті яких майже всі руські князівства звільнились від влади Золотої Орди.

## Панування у Заліссі

### Становлення Московського князівства

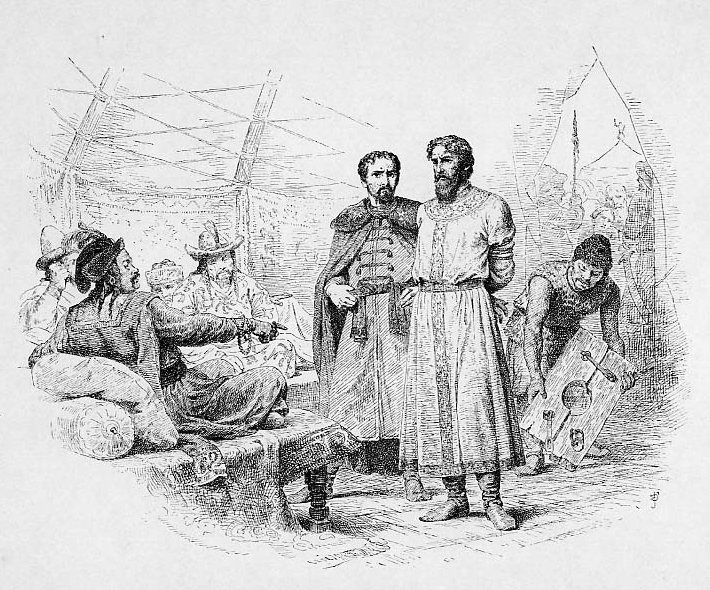
Страта князя Михайла Тверського

1250 князь володимирський Андрій Ярославич одружився з Устиною — донькою Данила Галицького та став його союзником.
Його брат Олександр Ярославович (Невський) взимку або ранньою весною 1252 доправився в Сарай зі скаргою на брата, Андрія Ярославича, яка містила три основні пункти: 1) Андрій несправедливо отримав велике князювання, як молодший; 2) Андрій взяв собі батьківські міста, які по праву повинні належати старшому братові; 3) Андрій не повністю сплачує хану «виходи і тамги». З цих позицій видно, що Олександр Невський ревниво відстоював особисті інтереси та інтереси Орди.
Проти Андрія були висунуті звинувачення у зраді Орди та скероване військо під проводом Неврюя. Він зустрів їх під Переяславлем, був розбитий, після чого в Орду було забрано безліч полонених і скотини. Після поразки князь спершу шукав порятунку в Новгороді, а згодом втік до Швеції. Схоже, що сам Олександр у цей час перебував у Орді, бо повернувся з Орди з ярликом на Володимирський стіл.

### Підкорення Новгородських і Володимиро-Суздальських земель
У другій половині 50-х років XIII століття Олександр Невський, спираючись на ординську підтримку, затвердив свій вплив у Новгороді, погрожуючи йому ординським руйнуванням.

## Наслідки
Ординське іго затримувало економічний і культурний розвиток руських земель, ослабило їх політично, призвело до посилення феодального роздроблення.